# Séné
Séné is een gemeente in het Franse departement Morbihan (regio Bretagne). De plaats maakt deel uit van het arrondissement Vannes. De gemeente telde 9.265 inwoners op 1 januari 2022. Het heeft een haven aan de Golf van Morbihan. De sinago is een historisch scheepstype dat zijn naam aan Séné ontleent. De inwoners noemt men Senagot.

## Geografie
De oppervlakte van Séné bedroeg op 1 januari 2022 19,94 vierkante kilometer; de bevolkingsdichtheid was toen 464,6 inwoners per km². Séné ligt onder Vannes aan de Golf van Morbihan. 

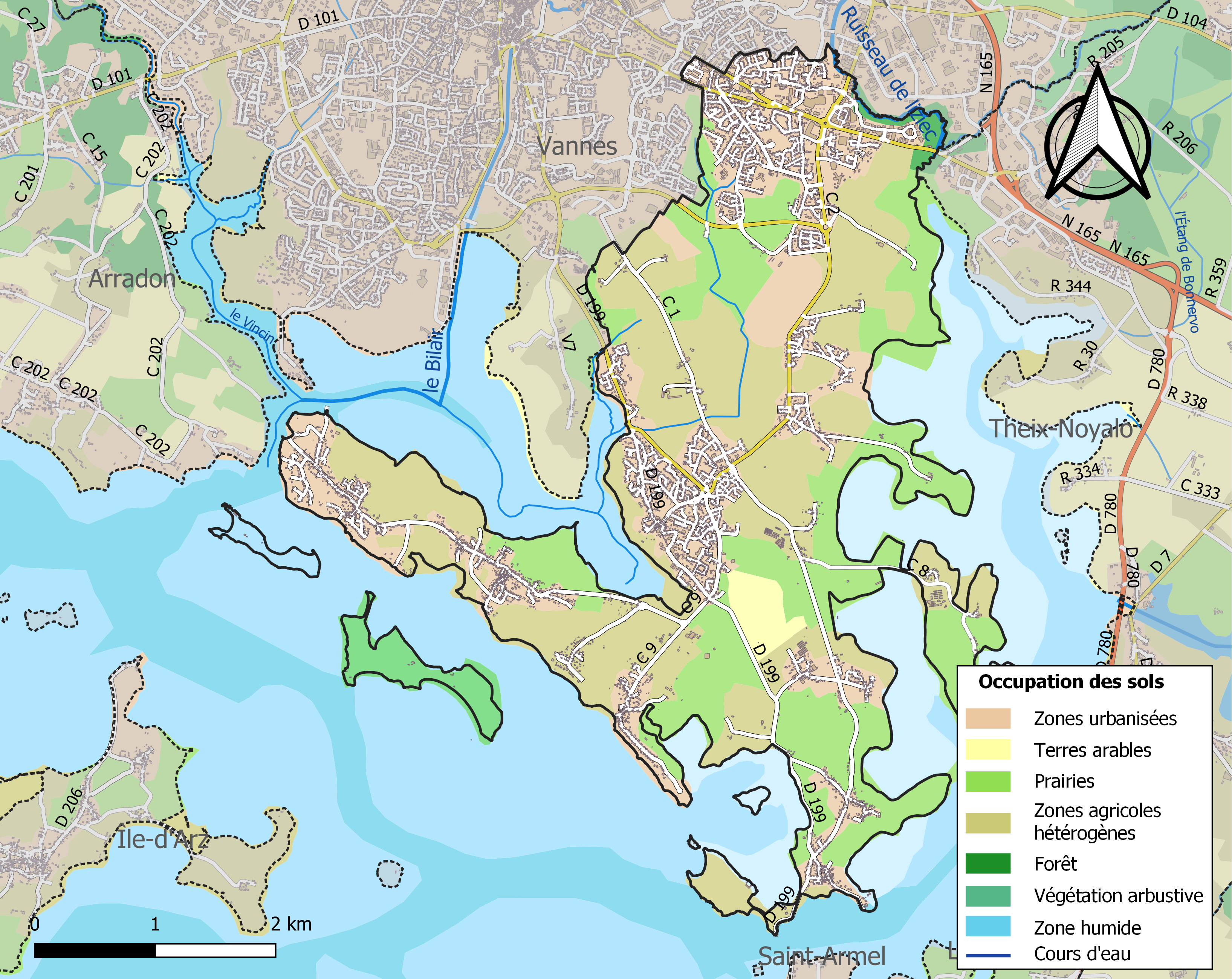
Kaart van de gemeente met de belangrijkste infrastructuur, bodemgebruik en omliggende gemeenten

## Demografie
Onderstaande figuur toont het verloop van het inwonertal, bron: INSEE-tellingen. 